# Atlas National Illustré

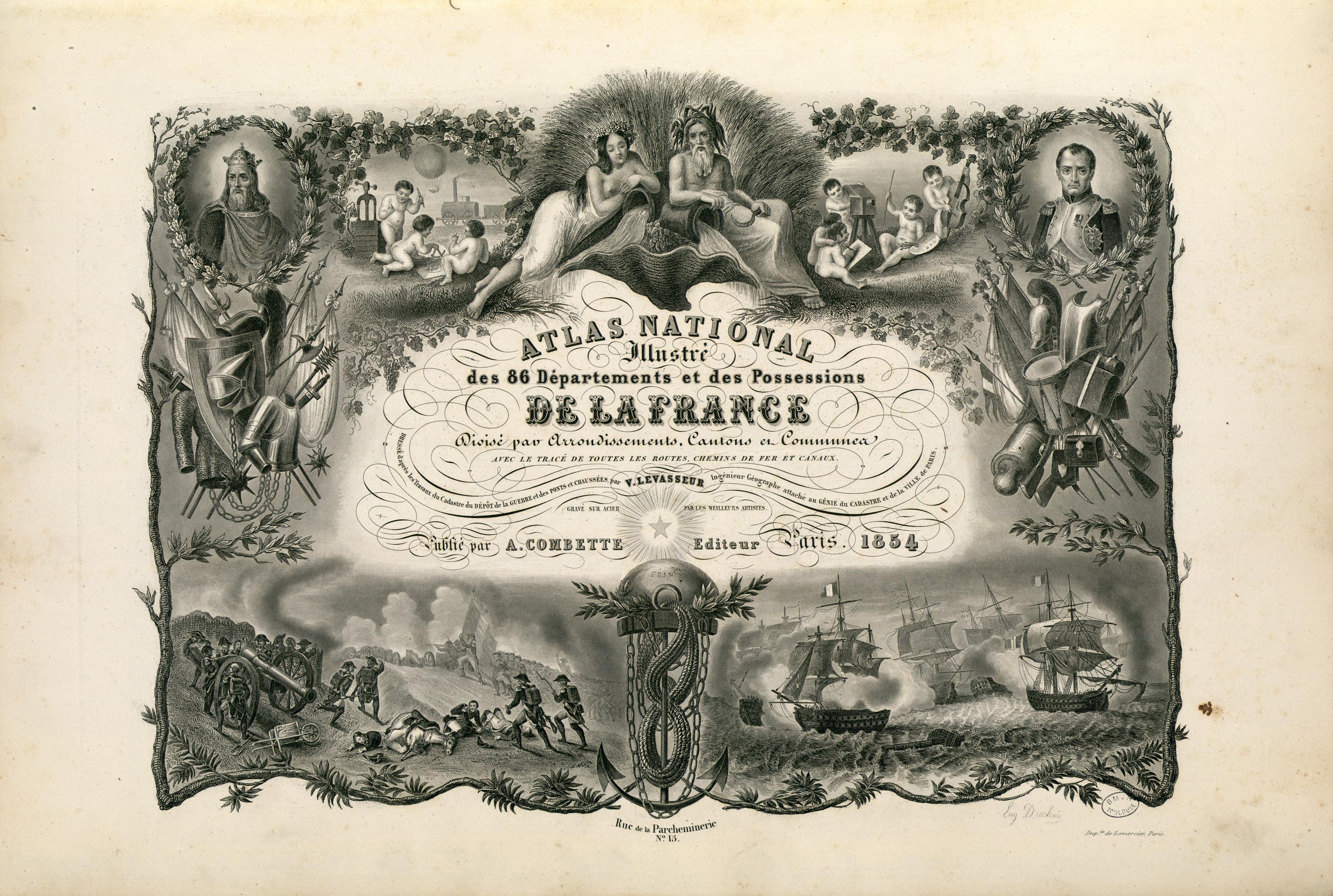
Titel Blatt, Atlas national illustré des 86 départements et des possessions de la France

Der Atlas National Illustré, auch Atlas National Illustré des 86 Départments et des Possessions De La France, ist ein Atlas für Frankreich und seine Kolonien, erstmals veröffentlicht 1847. Er stammt maßgeblich vom Geografen Victor Levasseur, der sich auf die Carte de Cassini stützte. Herausgeber war A. Combette. 